# Гелена Красовська
Гелена Красовська (29 квітня 1973 , Панка, Чернівецька область ) — польська мовознавець, професорка Інституту славістики Польської академії наук у Варшаві та запрошений професор Центру Східної Європи Варшавського університету.

## Наукова кар'єра
З 2004 року працювала в Інституті славістики Польської академії наук (IS PAN), де захистила докторську дисертацію на тему «Мова польських горян на Буковині» («Język polskich górali na Bukowinie») та габілітаційну дисертацію під назвою «Польська меншина на південному сході України» («Mniejszość polska na południowo-wschodniej Ukrainie»). Зараз вона працює професором ІС ПАН. Спеціалізується на проблемах діалектології, соціолінгвістики, етнології та фольклору. Наукові інтереси зосереджені на проблемах національних та мовних меншин, мовної біографії, культурних кордонів, мовних контактів, багатомовності, полісоціальної та індивідуальної пам'яті. Особливо її цікавить Буковина. Також проводить польові дослідження в Україні, Молдові, Румунії та Грузії. Серед її досягнень — 7 оригінальних монографій та 8 монографій у співавторстві. Перекладає поезію з польської українською мовою, пише есе та вірші.

## Публікації
- Польська меншина в Південно-Східній Україні, Варшава: Інститут Славистики ПАН, 2017,ISBN 978-83-64031-65-6[8]
- Соціолінгвістичний компендіум (A sociolinguistic compendium), Kijów: Polska Akademia Nauk 2020.ISBN 9786177832668 (współautorzy: Олексій Сухомлинов, Петро Сигеда)[9]
- Języki mniejszości. Статус — prestiż — dwujęzyczność — wielojęzyczność (Мови меншин. Статус — престиж — двомовність — багатомовність), Варшава: Studium Europy Wschodniej UW, 2020ISBN 9788361325802[10]
- Świadectwo zanikającego dziedzictwa. Mowa polska na Bukowinie: Румунія — Україна (Свідчення зникаючої спадщини. Польська мова на Буковині: Румунія — Україна). Варшава: Інститут Славистики ПАН, 2018.ISBN 978-83-64031-84-7 ISBN 978-83-64031-85-4 (електронна книга) (Helena Krasowska, Magdalena Pokrzyńska, Lech Aleksy Suchomłynow)[11]
- Mniejszość polska na południowo-wschodniej Ukrainie (Польська меншина в південно-східній Україні), Warszawa: Slawistyczny Ośrodek Wydawniczy, 2012,ISBN 978-83-89191-08-3[12]
- Górale polscy na Bukowinie Karpackiej. Studium socjolingwistyczne i leksykalne (Польські горяни на Карпатській Буковині. Соціолінгвістичне та лексичне дослідження), Warszawa: Slawistyczny Ośrodek Wydawniczy, 2006[13]

## Нагороди
- Заслужений польської культури (2011)[14]
- Срібний хрест заслуг (2018)[15]
- Бронзова медаль за заслуги перед культурою — Gloria Artis (2019)[16]
- Почесний знак Бене Меріто (2021)[17]